# Parakramabahu VIII
Parakramabahu VII (o Vira Parakrama Bahu II) fou rei de Kotte (1484-1518). Era fill adoptiu de Parakramabahu VI i el seu nom original era Ambulugala Kuda Kumara. Va enderrocar al seu nebot Parakramabahu VII al que va derrotar a Inkendagania, entrant a la capital Kotte on va fer matar el rei i la seva família.
Tot i que va regnar durant vint anys els historiadors singalesos no diuen res sobre el seu regnat excepte que va tenir quatre prínceps i una princesa i una visita al Tosita de la que es dedueix que fou un budista creient i que hauria dedicat grans sumes al manteniment de la religió. En el seu regnat van arribar a l'illa els portuguesos que van desembarcar a Kolon Tota (Colombo) el 15 de novembre de 1505.
A la seva mort el va succeir el seu fill Dharma Parakrama Bahu IX (Parakramabahu IX)